# 張真奴
張 真奴（ちょう しんど、? - 1190年）は、南宋高宗の妃嬪。張賢妃とは別人である。

## 生涯
開封府の人。初め、高宗の紅霞帔を務め、典字に進んだ。その後、宮正に上った。
紹興28年（1158年）9月、永嘉郡夫人に封ぜられた。
乾道元年（1165年）7月、和国夫人に進んだ。その当時、高宗はすでに退位して太上皇となっており、帝位は養子の孝宗に譲っていた。
乾道6年（1170年）8月、太上皇婉儀となった。淳熙7年（1180年）12月、太上皇淑妃に上った。
淳熙16年（1189年）、貴妃に進んだ。翌紹熙元年（1190年）、薨去した。
北宋末期、張真奴という開封の名妓がいて、優秀な舞妓と評された。同一人物の可能性も考えられている。

## 伝記資料
- 『宋史』
- 『宋会要輯稿』
- 『建炎以来朝野雑記』